# Orgue del Convent de Nostra Senyora del Socors
L'orgue del Convent de Nostra Senyora del Socors es troba al Convent de Nostra Senyora dels Socors, a Palma, fundat en el segle xvii per l'Orde de Sant Agustí.

## Història
El primer orgue d'aquesta església fou adquirit a 1648 a la Parròquia d'Algaida. Entre el juliol de 1701 i l'abril de l'any següent Damià i Sebastià Caymari varen construir la tribuna i els mobles de la Cadireta i l'Orgue Major. Les talles foren obrades per l'escultor Jaume Gallard que ja havia col·laborat amb els Caymari a l'Orgue de Lluc.
El 12 de juliol de 1702 se signà el contracte entre el P.Gabriel Ramis, procurador i els germans orgueners, on s'especifica que per la construcció de tres orgues, cobrarien 625 lliures moneda de Mallorca, a més de menjar i beguda fins a acabar la construcció. L'orgue s'acabà de construir el novembre de 1703. Hi ha constància de diverses reformes o ampliacions durant la primera meitat del segle viii.
A 1771 l'orgue desaparegut del convent d'agustins d'Ítria situat a extramurs de la Ciutat i que fou demolit per raons estratègiques (el primer convent que tingué l'orde quan varen arribar a Mallorca el segle XV), fou traslladat al Convent del Socors i instal·lat a l'església gòtica de la Mare de Déu dels Desamparats. Aquest orgue havia estat construït per Damià Caymari II entre 1753 i 1755. Posteriorment fou venut a la Parròquia de Sant Marçal.
Després de l'exclaustració de 1835, l'instrument va quedar inactiu fins a la reinstauració de la Comunitat Agustina a l'última dècada del segle xix. Finalment, fou restaurat l'any 1969 per l'orguener Gerhard Grenzing, que aleshores residia a Mallorca.

## Secrets

### Orgue Major
Segueix l'ordre cromàtic. Els jocs de Batalla van col·locats a la testa:
- En primer lloc hi ha dos tapes buides destinades a una possible ampliació de la Batalla.
- El primer joc és el Clarí 15a. 2' a mà esquerra i Clarí 8a. 4' a mà dreta.
- El segon joc és el Baixó 2n. 4' a mà esquerra i Trompeta Batalla 8' a mà dreta.
- El tercer joc és el Baixó 1er. 4' a mà esquerra i Clarí 8' a mà dreta.

- El quart joc és la Trompeta Batalla 8': les 6 primeres notes són interiors i tenen ressonadors de fusta. A mà dreta hi ha la Trompeta Magna de 16'.

Ordre de jocs començant per la façana:
- El primer joc és el Flautat 1er. 8': els 18 primers tubs (C-b) van postats a la façana.
- El segon joc és el Flautat 2n. 8': els 18 primers tubs (C-b(van postats a la façana.
- El tercer joc és l'Octava 1a. 4': els 6 primers tubs (C-A) van postats a la cara.
- El quart joc és l'Octava 2a. 4': el primer tub és interior. Els següents 6 (D-B) van postats a la cara.
- El cinquè joc són els Nasards de 3 rengles a mà esquerra. a mà dreta consta de 4 rengles.
- El sisè joc és la Tolosana que té 4 rengles a mà esquerra i a mà dreta hi ha la Corneta de 10 rengles
- El setè joc és la Dotzena
- El vuitè joc és la Quinzena
- El novè joc és el Nasard 19a
- El desè joc és el Cimbalet de 3 rengles

Segueix una tapa buida.

### Orgue d'ecos
Segueix l'ordre diatònic (malgrat tenir alguns jocs partits):
- El primer joc (començant per la façana) és l'Octava de cara 4' que té els 21 primers tubs postats al castell superior de la façana.
- El segon joc és de Flautat de fusta 8': els 15 primers tubs van postats als costats del secret (Falta el primer tub).
- El tercer joc és la Quinzena 2'.
- El quart joc és l'Octava tapada 4'.
- El cinquè joc és el Tapadet 2'.
- El sisè joc són els Plens: la primera octava consta de 2 rengles.
- El setè joc és la Tolosana de 2 rengle.
- El vuitè joc és el Cromorn 8'.

Segueix una tapa buida.

### Cadireta
Segueix l'ordre cromàtic:
- El primer joc començant per la façana és el Flautat de cara 4': C i D són de fusta oberta. Els altres 23 van postats a la cara.
- El segon joc és el Flautat tapat 4'. Els 2 primers tubs C i D van postats. Els tubs h'' i c''' són oberts.
- El tercer joc és l'Octava 2.
- El quart joc és la Quinzena que té 2 rengles.
- El cinquè joc és el Cimbalet que consta de 3 rengles.
- El sisè jo és el Nasard 19a.

### Pedal
Està dividit en 3 cossos: el primer cos situat a l'esquerra del secret de l'Orgue Major i a la mateixa altura, correspon a les Contres de llengüeta. Agafa l'aire de l'arca de vent de l'Orgue Major. El segon cos està situat a la dreta de l'Orgue Major i correspon a les 5 primeres notes (C-G) de les Contres de 16'. Els seus tubs són de fusta. El tercer cos es troba col·locat a l'esquerra del secret de l'Orgue Major i correspon a les 3 darreres notes (A-H) de les Contres de 16'.

## Dades Tècniques
- El joc de Nassard Dinovena de l'Orgue Major, abans formava part de la Quinzena i Gerhard Grenzing va dividir la corredora i el va convertir en un joc apart.
- La mecànica de l'Orgue d'Ecos funciona amb doble escaire com era habitual als orgues de Gabriel Thomàs.